# Kia Ceed
Kia Ceed (Киа Сид) (ˈsiːd), кор. 기아 씨드, до 2018 года использовалось название Kia cee’d — автомобиль сегмента C (по европейской классификации), разработанный компанией Kia Motors и выпускающийся с 2006 года. Был представлен 28 сентября 2006 года на Парижском автосалоне. Пятидверный вариант появился на европейском рынке с января 2007 года. В сентябре 2007 — универсал, а трёхдверный вариант в начале 2008 года.
Kia cee’d сменил в Европе Kia Cerato. Kia позиционирует cee’d как европейский автомобиль, разработанный для Европы и производимый в Европе. В модельном ряде Kia занимает место между Rio и Optima.

## Развитие и история
Первый прототип серийной версии получивший название Kia cee’d, был представлен на Женевском автосалоне весной 2006 года. Дизайн серийной модели был разработан под аббревиатурой ED (Европейский дизайн) немецкой дизайнерской фирмой в Рюссельсхайме.
Первые изображения концепта pro_cee’d были опубликованы 20 сентября 2006 года. Окончательная серийная модель была представлена на сентябрьском Парижском автосалоне 2006 года вместе с двумя дальнейшими версиями: pro_cee’d, трёх-дверной версии и cee’d sw, версией универсала. Линейка продуктов сид была разработана специально для Европы и производится на новом заводе Киа-Моторс в Жилине — Kia Motors Slovakia.
Первая модель cee’d с переделанным двигателем на сжиженном газе представлена на Auto Mobil International 2007.
В 2008 году на автосалоне в Лондоне «Kia Motors» представила прототип кабриолета excee’d. Дизайн был выполнен Петером Шрайером (нем. Peter Schreyer), ранее разработавшим дизайн таких автомобилей, как Audi TT и VW New Beetle.

## Происхождение названия
Имя cee’d произносится как английское слово seed — сид (англ. семя). В англоязычной рекламе обыгрывается эта игра слов. Название происходит от аббревиатуры слов Европейское сообщество фр. Communauté européenne (CE) и Европейский дизайн (ED) или от англ. Community of Europe and European Design (Сообщество Европы и Европейский Дизайн). Прототип назывался «ED».

## Первое поколение
7 декабря 2006 года с конвейера на новом заводе Kia Motors Slovakia в словацком городе Жилина сошёл первый серийный автомобиль. На заводе работает 2 600 человек в две смены, наряду с автомобилями также производит дизельные двигатели.
На месяц раньше чем было запланировано, 20 июля 2007 года, с конвейера сошёл cee’d_sw. В первую неделю производства было изготовлено более чем 1000 автомобилей. Большей частью автомобили поставлялись 5 наиболее важным европейским Kia-партнёрам. Первый произведённый SW достался итальянскому покупателю.
12 октября 2007 100000-й Kia cee’d сошёл с конвейера в Жилине.
25 октября 2007 началось производство трёхдверного pro_cee’d, на 6 недель раньше запланированного. pro_cee’d наряду с двумя другими cee’d-моделями и Kia Sportage четвёртая модель Kia производимая в Европе.
23 мая 2008 сошёл с конвейера 200000-й автомобиль Kia cee’d. Kia cee’d делит с появившимся в июле 2007 года Hyundai i30 новую платформу и техническую основу. На них ставятся одинаковые двигатели и коробки передач.
В 2009 году был проведён рестайлинг модели. Основной его целью было подогнать автомобиль под новый, корпоративный стиль компании. В частности изменилась светотехника, решётка радиатора и салон.

### Двигатели и коробки передач
Все шесть двигателей устанавливаются поперёк в передней части автомобиля, приводят в движение передние колёса, снабжены системой контроля тяги. Двигатели имеют четыре цилиндра и 16 клапанов. Корпус двигателя отлит из алюминия, что даёт выигрыш примерно в 15 кг. Бензиновые и дизельные моторы соответствуют экологическому стандарту Евро-4. Температура двигателя держится постоянной благодаря закрытой системе охлаждения.

#### Бензиновые двигатели
Все бензиновые двигатели — CVVT, имеют алюминиевые блоки (2,0 чугун) цилиндров с залитыми чугунными гильзами, два распределительных вала, расположенных в верхней части головки блока и приводимые в движение с помощью цепи (у двигателей объёмом 1,4 и 1,6 л) или ремня (у двигателя объёмом 2,0 л). Двигатели снабжены распределенным впрыском и бесконтактной системой зажигания. Выхлоп осуществляется через трёхступенчатый каталитический конвертер.
- 1,4 л четырёхцилиндровый с рабочим объёмом в 1396 см³ и мощностью в 73кВт (105 л. с.) или (109 л.с)
- 1,6 л четырёхцилиндровый с рабочим объёмом в 1591 см³ и мощностью в 95кВт (122-126 л. с.)
- 2,0 л четырёхцилиндровый с рабочим объёмом в 1975 см³ и мощностью в 105 кВт (143 л. с.)

```
В конструкции двигателя широко использовано облегчение,например полые распределительные валы,облегченная поршневая с очень короткой юбкой,отсутствие масляных форсунок,что приводит к быстрому выходу из строя данного двигателя,перекладка поршневой группы может появится на пробеге до 100 тысяч,что приводит к дорого стоящему ремонту. 
```

Осыпание катализатора в цилиндры так же встречается на пробегах до 100 тысяч.

#### Дизельные двигатели
CRDi: двигатели типа D4FB с дизельным впрыском Common Rail.
- 1,6 литровый дизельный двигатель — абсолютно новая разработка Рюссельхаймского (Германия) исследовательского центра Hyundai|KIA, выполненная совместно с BOSCH и специалистами головного завода в Корее. Выпускается на заводе Kia Motors Slovakia. Они, как и 2,0 литровый двигатель, обладают турбонаддувом с изменяемой геометрией турбины (VGT). Блок отлит из чугуна. Для привода в действие распределительных валов в двигателе используется цепь. Выхлоп оснащен каталитическим нейтрализатором и сажевым фильтром (в зависимости от рынка) и соответствует экологической норме [Евро-4/5]. С 2007 года двигатель является лидером по показателям среди себе подобных серийных моторов.
- 2,0 л двигатель от Kia Carens. Использует ремень вместо цепи и производится в Южной Корее.
- 1,6 л CRDi четырёхцилиндровый с 1582 см³ рабочего объёма и мощностью 66 кВт (90 л. с.)
- 1,6 л CRDi четырёхцилиндровый с 1582 см³ рабочего объёма и мощностью 85 кВт (115 л. с.) (с марта 2007
- 1,6 л CRDi четырёхцилиндровый с 1582 см³ рабочего объёма и мощностью 94 кВт (122 л. с.) (с марта 2008 года)
- 2,0 л CRDi четырёхцилиндровый с 1991 см³ рабочего объёма и мощностью 103 кВт (140 л. с.) (с июля 2007 года)

#### Газовые двигатели
Три бензиновых мотора могут быть с апреля 2007 года использованы для использования сжиженного нефтяного газа. Газовые модели (LPG) имеют следующие отличия: дополнительные металлический бак для газа, занимающий место запасного колеса; клапаны впрыска газа; система испарения сжиженного газа; LPG-электроника и переключатель с газа на бензин. В багажник вместо запасного колеса укладывается средство для быстрой починки повреждённой шины. Согласно Kia стоимость установки амортизируется за 68 тыс. км

#### Коробка передач
- 5-ступенчатая МКПП (только для 1.4 , 1.6 и 2.0)
- 6-ступенчатая МКПП (1.4, 1.6 и 2.0)
- 4-ступенчатая АКПП (возможна с 1,6 и 2.0)

МКПП обладают рядом инноваций, в их числе трёхосная зубчатая передача и синхронизатор тарелок (для первой и второй передачи), что позволяет быстро и точно менять передачи. Кроме того, МКПП обладает системой, предохраняющей от случайного включения задней передачи.

### Управление и тормоза
Во всех версиях установлена зависимая от скорости система рулевого управления, электро-механический усилитель руля (MDPS) с реечным рулевым механизмом. При 2,69 — 2,86 оборотах руля (в зависимости от скорости) автомобиль разворачивается по диаметру 10,3 — 10,8 метров.
Ходовая часть обладает, кроме треугольных рычагов независимой подвески, стойками шасси McPherson с газонаполненными амортизаторами и стабилизаторами. Впереди амортизаторы имеют прогрессивную жесткость. Они работают вместе с независимой подвеской колёс. Подруливающая задняя ось должна обеспечить соответствующий комфорт(ed fl не имеет данной системы). Дорожный просвет составляет 150 мм.
Двухконтурная гидравлическая тормозная система с двухконтурным приводом управляет: впереди внутри-провентилированными тормозными дисками диаметром 280 мм; сзади тормозными дисками диаметра 262 мм. В тормозную систему серийно входит ABS, EBD, BAS и усилитель тормозного привода. Для экстренной остановки автомобиля на скорости 100 км/ч необходимо 38,7 — 39,7 метров.

### Технические характеристики
| Двигатель:                         | 1,4 CVVT                                              | 1,6 CVVT                                              | 1,6 CVVT                                              | 2,0 CVVT                                              | 2,0 CVVT                                              | 1,6 CRDi                                              | 1,6 CRDi 115                                          | 1,6 CRDi 115                                          | 2,0 CRDi                                              |
| Тип:                               | G4FA                                                  | G4FC                                                  | G4FC                                                  | G4GC                                                  | G4GC                                                  | D4FB                                                  | D4FB-L                                                | D4FB-L                                                | D4EA-F                                                |
| Цилиндры:                          | Четыре цилиндра в один ряд, четыре клапана на цилиндр | Четыре цилиндра в один ряд, четыре клапана на цилиндр | Четыре цилиндра в один ряд, четыре клапана на цилиндр | Четыре цилиндра в один ряд, четыре клапана на цилиндр | Четыре цилиндра в один ряд, четыре клапана на цилиндр | Четыре цилиндра в один ряд, четыре клапана на цилиндр | Четыре цилиндра в один ряд, четыре клапана на цилиндр | Четыре цилиндра в один ряд, четыре клапана на цилиндр | Четыре цилиндра в один ряд, четыре клапана на цилиндр |
| Рабочий объём:                     | 1396 см³                                              | 1591 см³                                              | 1591 см³                                              | 1975 см³                                              | 1975 см³                                              | 1582 см³                                              | 1582 см³                                              | 1582 см³                                              | 1991 см³                                              |
| Мощность:                          | 80 кВт (109 л. с.) при 6200 мин−1                     | 93 кВт (122 л. с.) при 6200 мин−1                     | 93 кВт (122 л. с.) при 6200 мин−1                     | 105 кВт (143 л. с.) при 6000 мин−1                    | 105 кВт (143 л. с.) при 6000 мин−1                    | 66 кВт (90 л. с.) при 4000 мин−1                      | 85 кВт (115 л. с.) при 4000 мин−1                     | 85 кВт (115 л. с.) при 4000 мин−1                     | 103 кВт (140 л. с.) при 3900 мин−1                    |
| Момент силы:                       | 137 Н·м при 5000 мин−1                                | 154 Н·м bei 4200 мин−1                                | 154 Н·м bei 4200 мин−1                                | 186 Н·м bei 4600 мин−1                                | 186 Н·м bei 4600 мин−1                                | 235 Н·м bei 1750–2500 мин−1                           | 255 Н·м bei 1900–2750 мин−1                           | 255 Н·м bei 1900–2750 мин−1                           | 305 Н·м bei 1800–2500 мин−1                           |
| Коробка передач                    | Механическая 5x                                       | Механическая 5x                                       | Автоматическая 4x                                     | Механическая 5x                                       | Автоматическая 4x                                     | Механическая 5x                                       | Механическая 5x                                       | Автоматическая 4x                                     | Механическая 6x                                       |
| Собственная масса:                 | 1263–1355 кг                                          | 1263–1355 кг                                          | 1291–1373 кг                                          | 1341–1413 кг                                          | 1349–1421 кг                                          | 1367–1468 кг                                          | 1367–1468 кг                                          | 1374–1475 кг                                          | 1458–1533 кг                                          |
| Максимальная загрузка:             | 447 кг                                                | 447 кг                                                | 439 кг                                                | 429 кг                                                | 431 кг                                                | 453 кг                                                | 453 кг                                                | 466 кг                                                | 422 кг                                                |
| Масса прицепа с торможением (12%): | 1200 кг                                               | 1200 кг                                               | 1200 кг                                               | 1200 кг                                               | 1500 кг                                               | 1400 кг                                               | 1400 кг                                               | 1300 кг                                               | 1500 кг                                               |
| Максимальная скорость:             | 187 км/ч                                              | 192 км/ч                                              | 187 км/ч                                              | 205 км/ч                                              | 195 км/ч                                              | 172 км/ч                                              | 188 км/ч                                              | 180 км/ч                                              | 205 км/ч                                              |
| Ускорение 0-100 км/ч:              | 11,6 с                                                | 10,8 с                                                | 11,4 с                                                | 10,4 с                                                | 11,0 с                                                | 13,8 с                                                | 11,5 с                                                | 12,8 с                                                | 10,3 с                                                |
| расход, город:                     | 7,6 л/100 км                                          | 8,0 л/100 км                                          | 8,9 л/100 км                                          | 9,2 л/100 км                                          | 10,2 л/100 км                                         | 5,4 л/100 км                                          | 5,7 л/100 км                                          | 7,6 л/100 км                                          | 7,5 л/100 км                                          |
| расход, вне города:                | 5,2 л/100 км                                          | 5,4 л/100 км                                          | 5,8 л/100 км                                          | 5,9 л/100 км                                          | 6,3 л/100 км                                          | 4,1 л/100 км                                          | 4,2 л/100 км                                          | 5,1 л/100 км                                          | 4,5 л/100 км                                          |
| расход, комбинированный:           | 6,1 л/100 км                                          | 6,4 л/100 км                                          | 6,9 л/100 км                                          | 7,1 л/100 км                                          | 7,7 л/100 км                                          | 4,5 л/100 км                                          | 4,7 л/100 км                                          | 6,0 л/100 км                                          | 5,6 л/100 км                                          |
| CO2-выхлоп:                        | 145 г/км                                              | 152 г/км                                              | 166 г/км                                              | 170 г/км                                              | 184 г/км                                              | 116 г/км                                              | 126 г/км                                              | 157 г/км                                              | 149 г/км                                              |
| производимый шум:                  | 72 дБ (A)                                             | 72 дБ (A)                                             | 70 дБ (A)                                             | 72 дБ (A)                                             | 73 дБ (A)                                             | 71 дБ (A)                                             | 72 дБ (A)                                             | 71 дБ (A)                                             | 73 дБ (A)                                             |

| Двигатель:                        | 1,4 CVVT                                              | 1,6 CVVT                                              | 1,6 CVVT                                              | 2,0 CVVT                                              | 2,0 CVVT                                              | 1,6 CRDi                                              | 1,6 CRDi 115                                          | 1,6 CRDi 115                                          | 2,0 CRDi                                              |
| Тип:                              | G4FA                                                  | G4FC                                                  | G4FC                                                  | G4GC                                                  | G4GC                                                  | D4FB                                                  | D4FB-L                                                | D4FB-L                                                | D4EA-F                                                |
| Цилиндры:                         | Четыре цилиндра в один ряд, четыре клапана на цилиндр | Четыре цилиндра в один ряд, четыре клапана на цилиндр | Четыре цилиндра в один ряд, четыре клапана на цилиндр | Четыре цилиндра в один ряд, четыре клапана на цилиндр | Четыре цилиндра в один ряд, четыре клапана на цилиндр | Четыре цилиндра в один ряд, четыре клапана на цилиндр | Четыре цилиндра в один ряд, четыре клапана на цилиндр | Четыре цилиндра в один ряд, четыре клапана на цилиндр | Четыре цилиндра в один ряд, четыре клапана на цилиндр |
| Рабочий объём:                    | 1396 см³                                              | 1591 см³                                              | 1591 см³                                              | 1975 см³                                              | 1975 см³                                              | 1582 см³                                              | 1582 см³                                              | 1582 см³                                              | 1991 см³                                              |
| Мощность:                         | 80 кВт (109 л. с.) при 6200 мин−1                     | 93 кВт (126 л. с.) при 6200 мин−1                     | 93 кВт (126 л. с.) при 6200 мин−1                     | 105 кВт (143 л. с.) при 6000 мин−1                    | 105 кВт (143 л. с.) при 6000 мин−1                    | 66 кВт (90 л. с.) при 4000 мин−1                      | 85 кВт (115 л. с.) при 4000 мин−1                     | 85 кВт (115 л. с.) при 4000 мин−1                     | 103 кВт (140 л. с.) при 3900 мин−1                    |
| Момент силы:                      | 137 Н·м при 5000 мин−1                                | 154 Н·м bei 4200 мин−1                                | 154 Н·м bei 4200 мин−1                                | 186 Н·м bei 4600 мин−1                                | 186 Н·м bei 4600 мин−1                                | 235 Н·м bei 1750–2500 мин−1                           | 255 Н·м bei 1900–2750 мин−1                           | 255 Н·м bei 1900–2750 мин−1                           | 305 Н·м bei 1800–2500 мин−1                           |
| Коробка передач                   | Механическая 5x                                       | Механическая 5x                                       | Автоматическая 4x                                     | Механическая 5x                                       | Автоматическая 4x                                     | Механическая 5x                                       | Механическая 5x                                       | Автоматическая 4x                                     | Механическая 6x                                       |
| Собственный вес:                  | 1317–1399 кг                                          | 1317–1399 кг                                          | 1334–1417 кг                                          | 1397–1458 кг                                          | 1409–1470 кг                                          | 1419–1502 кг                                          | 1419–1502 кг                                          | 1426–1509 кг                                          | 1513–1572 кг                                          |
| Максимальная загрузка:            | 503 кг                                                | 503 кг                                                | 506 кг                                                | 493 кг                                                | 491 кг                                                | 501 кг                                                | 501 кг                                                | 514 кг                                                | 457 кг                                                |
| Вес прицепа с торможением (12 %): | 1200 кг                                               | 1200 кг                                               | 1200 кг                                               | 1200 кг                                               | 1500 кг                                               | 1400 кг                                               | 1400 кг                                               | 1300 кг                                               | 1500 кг                                               |
| Максимальная скорость:            | 187 км/ч                                              | 192 км/ч                                              | 187 км/ч                                              | 205 км/ч                                              | 195 км/ч                                              | 172 км/ч                                              | 188 км/ч                                              | 180 км/ч                                              | 205 км/ч                                              |
| Ускорение 0–100 км/ч:             | 11,7 с                                                | 11,1 с                                                | 11,7 с                                                | 10,7 с                                                | 10,7 с                                                | 14,1 с                                                | 11,7 с                                                | 13,1 с                                                | 10,5 с                                                |
| Расход, город :                   | 7,9 л/100 км                                          | 8,1 л/100 км                                          | 8,9 л/100 км                                          | 9,7 л/100 км                                          | 10,2 л/100 км                                         | 5,9 л/100 км                                          | 5,9 л/100 км                                          | 7,8 л/100 км                                          | 7,7 л/100 км                                          |
| Расход, вне города:               | 5,4 л/100 км                                          | 5,6 л/100 км                                          | 5,9 л/100 км                                          | 5,9 л/100 км                                          | 6,2 л/100 км                                          | 4,3 л/100 км                                          | 4,3 л/100 км                                          | 5,2 л/100 км                                          | 4,7 л/100 км                                          |
| Расход, комбинированный:          | 6,3 л/100 км                                          | 6,5 л/100 км                                          | 6,9 л/100 км                                          | 7,3 л/100 км                                          | 7,7 л/100 км                                          | 4,9 л/100 км                                          | 4,9 л/100 км                                          | 6,1 л/100 км                                          | 5,8 л/100 км                                          |
| CO2-выхлоп:                       | 149 г/км                                              | 154 г/км                                              | 165 г/км                                              | 174 г/км                                              | 183 г/км                                              | 128 г/км                                              | 128 г/км                                              | 161 г/км                                              | 154 г/км                                              |
| производимый шум:                 | 72 дБ (A)                                             | 72 дБ (A)                                             | 70 дБ (A)                                             | 73 дБ (A)                                             | 72 дБ (A)                                             | 71 дБ (A)                                             | 72 дБ (A)                                             | 71 дБ (A)                                             | 73 дБ (A)                                             |

| Двигатель:                          | 1,6 CVVT                                              | 1,6 CVVT                                              | 2,0 CVVT                                              | 2,0 CVVT                                              | 1,6 CRDi 115                                          | 1,6 CRDi 115                                          | 2,0 CRDi                                              |                                                       |                                                       |
| Тип:                                | G4FC                                                  | G4FC                                                  | G4GC                                                  | G4GC                                                  | D4FB-L                                                | D4FB-L                                                | D4EA-F                                                |                                                       |                                                       |
| Цилиндры:                           | Четыре цилиндра в один ряд, четыре клапана на цилиндр | Четыре цилиндра в один ряд, четыре клапана на цилиндр | Четыре цилиндра в один ряд, четыре клапана на цилиндр | Четыре цилиндра в один ряд, четыре клапана на цилиндр | Четыре цилиндра в один ряд, четыре клапана на цилиндр | Четыре цилиндра в один ряд, четыре клапана на цилиндр | Четыре цилиндра в один ряд, четыре клапана на цилиндр | Четыре цилиндра в один ряд, четыре клапана на цилиндр | Четыре цилиндра в один ряд, четыре клапана на цилиндр |
| Рабочий объём:                      | 1591 см³                                              | 1591 см³                                              | 1975 см³                                              | 1582 см³                                              | 1582 см³                                              | 1582 см³                                              | 1991 см³                                              |                                                       |                                                       |
| Мощность:                           | 93 кВт (126 л. с.) при 6200 мин−1                     | 93 кВт (126 л. с.) при 6200 мин−1                     | 105 кВт (143 л. с) при 6000 мин−1                     | 105 кВт (143 л. с) при 6000 мин−1                     | 85 кВт (115 л. с.) при 4000 мин−1                     | 85 кВт (115 л. с.) при 4000 мин−1                     | 103 kW (140 PS) bei 3900 мин−1                        |                                                       |                                                       |
| Момент силы:                        | 154 Н·м при 5200 мин−1                                | 154 Н·м при 5200 мин−1                                | 186 Н·м при 4600 мин−1                                | 186 Н·м при 4600 мин−1                                | 255 Н·м при 1900–2750 мин−1                           | 255 Н·м при 1900–2750 мин−1                           | 305 Н·м при 1800–2500 мин−1                           |                                                       |                                                       |
| Коробка передач                     | Механическая 5x                                       | Автоматическая 4x                                     | Механическая 5x                                       | Автоматическая 4x                                     | Механическая 5x                                       | Автоматическая 4x                                     | Механическая 6x                                       |                                                       |                                                       |
| Собственный вес:                    | 1257–1338 кг                                          | 1285–13563 кг                                         | 1337–1397 кг                                          | 1350–1410 кг                                          | 1358–1439 кг                                          | 1365–1446 кг                                          | 1440–1499 кг                                          |                                                       |                                                       |
| Максимальная загрузка:              | 493 кг                                                | 485 кг                                                | 483 кг                                                | 470 кг                                                | 502 кг                                                | 515 кг                                                | 480 кг                                                |                                                       |                                                       |
| Вес прицепа, приторможённого (12%): | 1200 кг                                               | 1200 кг                                               | 1500 кг                                               | 1400 кг                                               | 1400 кг                                               | 1300 кг                                               | 1500 кг                                               |                                                       |                                                       |
| Максимальная скорость:              | 192 км/ч                                              | 187 км/ч                                              | 205 км/ч                                              | 195 км/ч                                              | 188 км/ч                                              | 180 км/ч                                              | 205 км/ч                                              |                                                       |                                                       |
| Ускорение 0-100 км/ч:               | 10,8 с                                                | 11,2 с                                                | 10,3 с                                                | 10,3 с                                                | 11,4 с                                                | 12,6 с                                                | 10,1 с                                                |                                                       |                                                       |
| Расход, город:                      | 8,0& л/100 км                                         | 9,0 л/100 км                                          | 9,2 л/100 км                                          | 10,2 л/100 км                                         | 5,7 л/100 км                                          | 7,6 л/100 км                                          | 7,3 л/100 км                                          |                                                       |                                                       |
| Расход, вне города :                | 5,4 л/100 км                                          | 5,9 л/100 км                                          | 5,9 л/100 км                                          | 6,3 л/100 км                                          | 4,2 л/100 км                                          | 5,1 л/100 км                                          | 4,4 л/100 км                                          |                                                       |                                                       |
| Расход, комбинированный:            | 6,4 л/100 км                                          | 7,0 л/100 км                                          | 7,1 л/100 км                                          | 7,7 л/100 км                                          | 4,7 л/100 км                                          | 6,0 л/100 км                                          | 5,5 л/100 км                                          |                                                       |                                                       |
| CO2-выхлоп:                         | 152 г/км                                              | 166 г/км                                              | 170 г/км                                              | 184 г/км                                              | 125 г/км                                              | 157 г/км                                              | 145 г/км                                              |                                                       |                                                       |
| Производимый шум:                   | 72 дБ (A)                                             | 70 дБ (A)                                             | 73 дБ (A)                                             | 72 дБ (A)                                             | 72 дБ (A)                                             | 72 дБ (A)                                             | 73 дБ (A)                                             |                                                       |                                                       |

### Безопасность
Автомобиль Kia cee′d обладает целым перечнем элементов безопасности. Это было подтверждено на тестировании Euro NCAP, где Kia cee′d получил пять звёзд из пяти возможных при фронтальном ударе благодаря специальной конструкции кузова, позволяющей поглощать энергию в семи направлениях. Во все доступные комплектации Kia cee′d входит ABS с интегрированной системой распределения тормозного усилия (EBD), в старших комплектациях доступна система ESP. Среди пассивных элементов безопасности во все комплектации входят 4 подушки безопасности, система прекращения подачи топлива при столкновении, трёхточечные регулируемые по высоте ремни безопасности с преднатяжителями.

### Сервисные кампании
В середине июня 2010 года концерн Kia объявил об отзыве порядка 56 000 хетчбэков cee′d, оборудованных системой динамической стабилизации ESP. Со временем у указанных автомобилей может наблюдаться снижение эффективности тормозного усилия, что чревато возникновением опасных и даже аварийных ситуаций на дороге. Под отзыв попали автомобили, выпущенные с 1 апреля 2008 по 30 марта 2009 годов словацким заводом, а также собранные калининградским «Автотором» машины. Сервисная кампания объявлена бессрочной.

### Варианты кузова
Сразу после появления на рынке предлагался только пятидверный вариант кузова хетчбэк. С сентября 2007 стал доступен вариант с кузовом универсал — Sporty Wagon (cee’d_sw). В декабре 2007 на рынке появилась «спортивная» версия с трёхдверным кузовом хетчбэк — pro_cee’d. Все версии отличаются различными деталями дизайна, в то время как передняя панель у всех одна.

#### Цвета внешней лакировки
Kia ceed предлагается в следующих цветах. В разных странах цвета имеют различное наименование.
| Uni | Metallic | Metallic | Metallic | Uni | Metalliс |

С апреля 2007 года
| Metallic | Metallic | Metallic | Metallic | Metallic | Metallic |

### Салон
В зависимости от комплектации, в салоне использованы различные материалы. Сиденья обшиты тканью (LX Basis, LX, EX), частично кожей (TX, опционально у EX), полностью кожей (опционально у EX). Подсветка панели приборов красно-оранжевая. Задний диван складывается двумя частями, в отношении 60:40, создавая ровную поверхность. Внутренняя облицовка выполнена из легко утилизируемых материалов.
|  |  |

| Салон                                             |              |              |              |
| Вариант:                                          | cee'd        | cee'd_sw     | pro_cee'd    |
| Внутренняя ширина впереди:                        | 1320 мм      | 1320 мм      | 1320 мм      |
| Внутренняя ширина сзади:                          | 1310 мм      | 1310 мм      | 1310 мм      |
| Пространство для колен, впереди (мин.–макс.):     | 150 — 390 мм | 150 — 390 мм | 150 — 390 мм |
| Пространство для колен, сзади (мин.–макс.):       | 230 — 460 мм | 230 — 460 мм | 160–360 мм   |
| Высота от подушки переднего сиденья (мин.–макс.): | 930–990 мм   | 930–990 мм   | 930–990 мм   |
| Высота от подушки заднего сиденья (мин.–макс.):   | 930 мм       | 930 мм       | 930 мм       |

| Багажник                      |            |            |            |
| Вариант:                      | cee'd      | cee'd_sw   | pro_cee'd  |
| Длина до передних кресел:     | 1450 мм    | 1660 мм    | 1510 мм    |
| Длина до заднего дивана:      | 800 мм     | 1010 мм    | 720 мм     |
| Макс. внутренняя высота:      | 870 мм     | 1245 мм    | 870 мм     |
| Высота до кромки багажника:   | 690 мм     | 587 мм     | 685 мм     |
| Ширина задней двери           | 1040 мм    | 1021 мм    | 1040 мм    |
| высота багажного отделения:   | 460 мм     | 475 мм     | 558 мм     |
| Ширина багажного отделения:   | 1040 мм    | 1040 мм    | 1040 мм    |
| Объём багажника (мин./макс.): | 340/1300 л | 534/1664 л | 340/1210 л |

### Комплектация
Автомобили kia cee’d продаются в 5-ти различных комплектациях. Предусмотрена также установка дополнительных пакетов. Не во всех странах доступны все комплектации. Например в России недоступна комплектация TX, а в Германии с 2009 года ATTRACT.
| Комплектации                | Attract | LX Basis                                   | LX | EX | TX |
| Безопасность                | Шесть подушек безопасности Натяжитель ремней безопасности с ограничителем мощности Система сигнализирования непристёгнутых ремней спереди и сзади (1.4 CVVT только спереди) Пять настраиваемых по высоте подголовников Активные подголовники спереди ABS с электронным усилителем тормоза BAS (система быстрого торможения) Дисковые тормоза задние и передние (передние вентилированы) Иммобилайзер Блокируемые задние двери Крепление Isofix | ESP® с контролем тягового усилия           | Активные подголовники спереди Противоугонная сигнализация                                                                         | Водоотталкивающие боковые стёкла | — |
| Шины                        | Диски из стали 15 дюймов Шины 185/65 R15 | Диски из стали 15 дюймов Шины 185/65 R15   | Диски из стали 15 дюймов Шины 195/65 R15                                                                                          | Диски из лёгкого сплава 16 дюймов Шины 205/55 R16 | Диски из лёгкого сплава 17 дюймов Шины 225/45 R17 |
| Внешняя комплектация        | Бампер цвета автомобиля Направляющие для крепления багажа на крыше Стеклопакеты с теплоизоляцией | —                                          | Внешние зеркала цвета автомобиля                                                                                                  | Дверные ручки цвета автомобиля | — |
| Салон                       | Руль настраивается по высоте и длине Центральная консоль чёрного цвета Места для напитков спереди 12 Вольт розетка в салоне и в багажнике Набор ковриков | —                                          | Пепельница с прикуривателем Передние сиденья с настраиваемой опорой поясничного позвонка Сиденье водителя настраивается по высоте | Кожаная обшивка руля, переключателя скоростей и ручного тормоза Серебристая центральная консоль Солнцезащитный козырёк Подлокотник впереди с двойным ящиком Карманы в спинках передних сидений Места для напитков сзади Передние сиденья настраиваются по высоте | Сетка для багажа Подлокотник на заднем сиденье Обивка сидений из комбинации кожи и ткани                                                                                                  |
| Автомагнитола               | KIA CD-Radio, RDS + MP3 4 громкоговорителей Антенна на крыше Управление автомагнитолой на руле | —                                          | 6 громкоговорителей | разъёмы USB 2.0 + AUX разъём для iPod® | — |
| Функциональное оборудование | Бортовой компьютер (дата, время, температура снаружи, моментальное и среднее потребление, средняя скорость, сигнализация открытых дверей) | —                                          | Место для хранения очков Двухтоновый клаксон Электрически настраиваемые и подогреваемые внешние зеркала                           | противотуманные фары Датчик затемнения Подсветка замка зажигания Регулируемая подсветка Датчик уровня жидкости омывателя стёкол | Передние фары с функцией сопровождения Складывающиеся внешние зеркала Самозатемняющееся зеркало заднего вида Частично подогреваемое лобовое стекло Подогрев передних сидений Датчик дождя |
| Комфорт                     | Усилитель руля | Дистанционно управляемый центральный замок | Электростеклоподъёмники на передних дверях                                                                                        | Круиз-контроль (для 1.6 CRDi, 2.0 CRDi, 2.0 CVVT) Электростеклоподъёмники в задних дверях Кондиционер Фильтр не пропускающий пыльцу Климатизированный бардачок                                                                                                   | Климат-контроль Датчики парковки сзади |

| Комплектации                | LX | EX | TX |
| Безопасность                | Шесть подушек безопасности Натяжитель ремней безопасности с ограничителем мощности Система сигнализирования непристёгнутых ремней спереди и сзади (1.4 CVVT только спереди) Пять настраиваемых по высоте подголовников Активные подголовники спереди ABS с электронным усилителем тормоза BAS (система быстрого торможения) ESP® с контролем тягового усилия Дисковые тормоза задние и передние (передние вентилированы) Иммобилайзер Блокируемые задние двери Противоугонная сигнализация Крепление Isofix | Водоотталкивающие боковые стёкла | — |
| Шины                        | Диски из стали 15 дюймов Шины 195/65 R15 | Диски из лёгкого сплава 16 дюймов Шины 205/55 R16 | Диски из лёгкого сплава 17 дюймов Шины 225/45 R17 |
| Внешняя комплектация        | Бампер цвета автомобиля Внешние зеркала цвета автомобиля Направляющие для крепления багажа на крыше Стеклопакеты с теплоизоляцией | Дверные ручки цвета автомобиля | — |
| Салон                       | Руль настраивается по высоте и длине Центральная консоль чёрного цвета Пепельница с прикуривателем Места для напитков спереди 12 Вольт розетка в салоне и в багажнике Набор ковриков Передние сиденья с настраиваемой опорой поясничного позвонка Сиденье водителя настраивается по высоте | Кожаная обшивка руля, переключателя скоростей и ручного тормоза Серебристая центральная консоль Сонцезащитный козырёк Подлокотник впереди с двойным ящиком Карманы в спинках передних сидений Места для напитков сзади Передние сиденья настраиваются по высоте | Сетка для багажа Подлокотник на заднем сиденье Обивка сидений из комбинации кожи и ткани                                                                                                  |
| Автомагнитола               | KIA CD-Radio, RDS + MP3 6 громкоговорителей Антенна на крыше Управление автомагнитолой на руле | разъёмы USB 2.0 + AUX разъём для iPod® | — |
| Функциональное оборудование | Электрически настраиваемые и подогреваемые внешние зеркала Бортовой компьютер (дата, время, температура снаружи, моментальное и среднее потребление, средняя скорость, сигнализация открытых дверей) Место для хранения очков | противотуманные фары Датчик затемнения Подсветка замка зажигания Регулируемая подсветка Датчик уровня жидкости омывателя стёкол | Передние фары с функцией сопровождения Складывающиеся внешние зеркала Самозатемняющееся зеркало заднего вида Частично подогреваемое лобовое стекло Подогрев передних сидений Датчик дождя |
| Комфорт                     | Электростеклоподъёмники на передних дверях Усилитель руля Дистанционно управляемый центральный замок | Круиз-контроль (для 1.6 CRDi, 2.0 CRDi, 2.0 CVVT) Электростеклоподъёмники в задних дерях Кондиционер Фильтр не пропускающий пыльцу Климатизированный бардачок                                                                                                   | Климат-контроль Датчики парковки сзади |

| Комплектации                | LX | EX | TX |
| Безопасность                | Шесть подушек безопасности Натяжитель ремней безопасности с ограничителем мощности Система сигнализирования непристёгнутых ремней спереди и сзади (1.4 CVVT только спереди) Пять настраиваемых по высоте подголовников Активные подголовники спереди ABS с электронным усилителем тормоза BAS (система быстрого торможения) ESP® с контролем тягового усилия Дисковые тормоза задние и передние (передние вентилированы) Иммобилайзер Блокируемые задние двери Противоугонная сигнализация Крепление Isofix | Водоотталкивающие боковые стёкла | — |
| Шины                        | Диски из стали 15 дюймов Шины 195/65 R15 | Диски из лёгкого сплава 16 дюймов Шины 205/55 R16 | Диски из лёгкого сплава 17 дюймов Шины 225/45 R17 |
| Внешняя комплектация        | Бампер цвета автомобиля Внешние зеркала цвета автомобиля Спойлер цвета автомобиля Стеклопакеты с теплоизоляцией | Дверные ручки цвета автомобиля Передние фары спортивного дизайна | — |
| Салон                       | Руль настраивается по высоте и длине Центральная консоль чёрного цвета Пепельница с прикуривателем Места для напитков спереди 12 Вольт розетка в салоне и в багажнике Набор ковриков Передние сиденья с настраиваемой опорой поясничного позвонка Сиденье водителя настраивается по высоте | Кожаная обшивка руля, переключателя скоростей и ручного тормоза Серебристая центральная консоль Сонцезащитный козырёк Подлокотник впереди с двойным ящиком Карманы в спинках передних сидений Места для напитков сзади Передние сиденья настраиваются по высоте система Easy-Entry (облегчающая выход для пассажиров) | Сетка для багажа Спорт пакет |
| Автомагнитола               | KIA CD-Radio, RDS + MP3 6 громкоговорителей Антенна на крыше Управление автомагнитолой на руле | разъёмы USB 2.0 + AUX разъём для iPod® | — |
| Функциональное оборудование | Электрически настраиваемые и подогреваемые внешние зеркала Бортовой компьютер (дата, время, температура снаружи, моментальное и среднее потребление, средняя скорость, сигнализация открытых дверей) Место для хранения очков | противотуманные фары Датчик затемнения Подсветка замка зажигания Регулируемая подсветка Датчик уровня жидкости омывателя стёкол | Передние фары с функцией сопровождения Складывающиеся внешние зеркала Самозатемняющееся зеркало заднего вида Частично подогреваемое лобовое стекло Подогрев передних сидений Датчик дождя |
| Комфорт                     | Электростеклоподъёмники на передних дверях Усилитель руля Дистанционно управляемый центральный замок | Круиз-контроль (для 1.6 CRDi, 2.0 CRDi, 2.0 CVVT) Электростеклоподъёмники в задних дверях Кондиционер Фильтр не пропускающий пыльцу Климатизированный бардачок | Климат-контроль Датчики парковки сзади |

### Конкуренты
В сравнительных испытаниях cee’d показал себя неожиданно хорошо. Например в тесте от немецкого журнала «Autobild», среди девяти компактных пятидверных автомобилей, получил третье место — после Golf и Auris, но перед Astra, Focus, Civic, Bravo, Citroën C4 и Renault Mégane.
Среди 55 автомобилей 1,4 л ceed в нижней комплектации занимает 14 место, а 1,6 л — 15 место. Также в испытаниях cee’d обходит своего брата-близнеца Hyundai i30.

## Второе поколение
В 2013 году Kia начали производство заряженной версии 3-дверной модели Kia pro_cee’d GT и 5-дверного хетчбэка cee’d GT. Оба автомобиля получили турбированный мотор 1.6 максимальной мощностью 204 л. с. и максимальным крутящим моментом 265 Нм. От обычных версий Kia pro_cee’d и cee’d также отличают спортивный декор экстерьера и интерьера.

### Безопасность
Автомобиль прошёл тест Euro NCAP в 2012 году:
| Euro NCAP                                                | Euro NCAP | Euro NCAP | Euro NCAP             |
| -------------------------------------------------------- | --------- | --------- | --------------------- |
| · общий рейтинг                                          |           |           |                       |
| 89%                                                      | 88%       | 61%       | 86%                   |
| взрослый пассажир                                        | ребёнок   | пешеход   | активная безопасность |
| Протестированная модель: Kia Cee’d 1,4MPI LX, LHD (2012) |           |           |                       |

## Третье поколение
Новое поколение дебютировало в 2018 году, и старт продаж запланирован на 2019 год. Новый Ceed перебрался на более лёгкую и прочную платформу K2, пришедшую на смену старой с индексом J4. На этом шасси полностью пересмотрена геометрия подвесок (спереди и сзади многорычажки), а рулевое управление стало острее.
Двигатели
Базовым двигателем остался 1,4-литровый «атмосферник» Kappa мощностью 100 л. с., в линейке появился также 1,0-литровый трёхцилиндровый турбированный двигатель T-GDI на 120 сил, пару которому составил 140-сильный T-GDI объёмом 1,4 л. Для российских версий были сохранены прежние 1,6-литровые атмосферные на 128 л. с., доступные в паре с классическим 6-ступенчатым «автоматом». На европейском же рынке спросом будут пользоваться новые 1,6-литровые дизели CRDi серии U3 (раньше был U2), предлагаемые в двух вариантах отдачи на 115 и 136 л. с. (280 Нм). Все двигатели сочетаются в паре с 6-ступенчатой механикой, при этом топовые версии будут идти в паре с 7-диапазонным «роботом» с двумя сцеплениями.

В 2021 году проведен рестайлинг 3-го поколения KIA Ceed, переработаны комплектации, двигатель 1,4Т заменен на новый 1,5Т.
| Модель  | Габариты       | Колёсная база, мм | Клиренс, мм | Масса, кг | Багажник, л | Шины                  |
| ------- | -------------- | ----------------- | ----------- | --------- | ----------- | --------------------- |
| Ceed    | 4310x1800x1447 | 2650              | 150         | 1185      | 395         | 195/65 R15 205/55 R16 |
| Ceed SW | 4600x1800x1465 | 2650              | 150         | 1222      | 625         | 195/65 R15 205/55 R16 |

## Ситуация по странам

### Россия
| Продажи, шт | Продажи, шт | Продажи, шт | Продажи, шт | Продажи, шт | Продажи, шт | Продажи, шт | Продажи, шт | Продажи, шт | Продажи, шт | Продажи, шт |
| ----------- | ----------- | ----------- | ----------- | ----------- | ----------- | ----------- | ----------- | ----------- | ----------- | ----------- |
| 2009        | 2010        | 2011        | 2012        | 2013        | 2014        | 2015        | 2016        | 2017        | 2018        | 2019        |
| 18 943      |             | 28 868      | 23 290      | 34 981      | 29 758      | 19 268      | 15 081      | 15 246      | 20 706      | 16 203      |

С 16 мая 2007 года производством Kia cee’d в России занимается завод «Автотор» в Калининграде, планируемый объём производства 18 000 автомобилей в год. Сборка cee’d производится из импортных машинокомплектов, cee’d собирают в цехе, где ранее собирались Kia Sportage. 25 мая 2007 года в Москву прибыла первая партия хетчбэков Kia cee’d, предназначенных для продажи на территории России. 20 сентября 2008 года на московском аэродроме в Тушино установлен Рекорд России (также ожидается решение от книги рекордов Гиннеса) за самую длинную колонну автомобилей одной марки. В колонне приняли участие 354 автомобиля модели cee’d.

### Германия
| 2006 | 2007   | 2008   | 2009               | 2019   |
| 54   | 10 097 | 14 167 | 11 726 (на 1 июля) | 21 473 |

В Германии с декабря 2006 года по июнь 2007 года — зарегистрировано 4666 новых kia cee’d. Что хуже, чем за год до этого Kia Cerato. Среди самых покупаемых автомобилей первого полугодия 2007 года — 83 место. Но постепенно появилась тенденция на увеличение продаж. Сейчас cee’d самый покупаемый автомобиль фирмы «Kia Motors»; с небольшим отставанием за ним следует Kia Picanto.

### Другие страны
| Продажи в Европе, шт | Продажи в Европе, шт | Продажи в Европе, шт | Продажи в Европе, шт | Продажи в Европе, шт | Продажи в Европе, шт | Продажи в Европе, шт | Продажи в Европе, шт | Продажи в Европе, шт | Продажи в Европе, шт | Продажи в Европе, шт |
| -------------------- | -------------------- | -------------------- | -------------------- | -------------------- | -------------------- | -------------------- | -------------------- | -------------------- | -------------------- | -------------------- |
| 2009                 | 2010                 | 2011                 | 2012                 | 2013                 | 2014                 | 2015                 | 2016                 | 2017                 | 2018                 | 2019                 |
| 104 825              | 95 629               | 71 877               | 79 419               | 87 160               | 75 360               | 73 343               | 76 712               | 69 119               | 67 761               | 100 350              |

В октябре 2007 года Kia cee’d был самым покупаемым автомобилем в Финляндии и Чехии.. Kia ceed в Top Gear был представлен в 2010 году в 15 сезоне. Он использовался для рубрики Звезда в бюджетном авто вплоть до 20 сезона в 2013 году.

## Награды
В 2007 году cee’d получил следующие награды:
- «Семейный автомобиль года» в Швеции.
- «Автомобиль года» в Греции, Бельгии, Румынии, Польше, Литве, России и на Канарских островах.
- «Лучший универсал» и «Лучший хетчбэк» в Бельгии[источник не указан 2399 дней].
- Лучший автомобиль 2022 и 2023 годов в "Малом среднем классе". Россия